# Bolonyesa

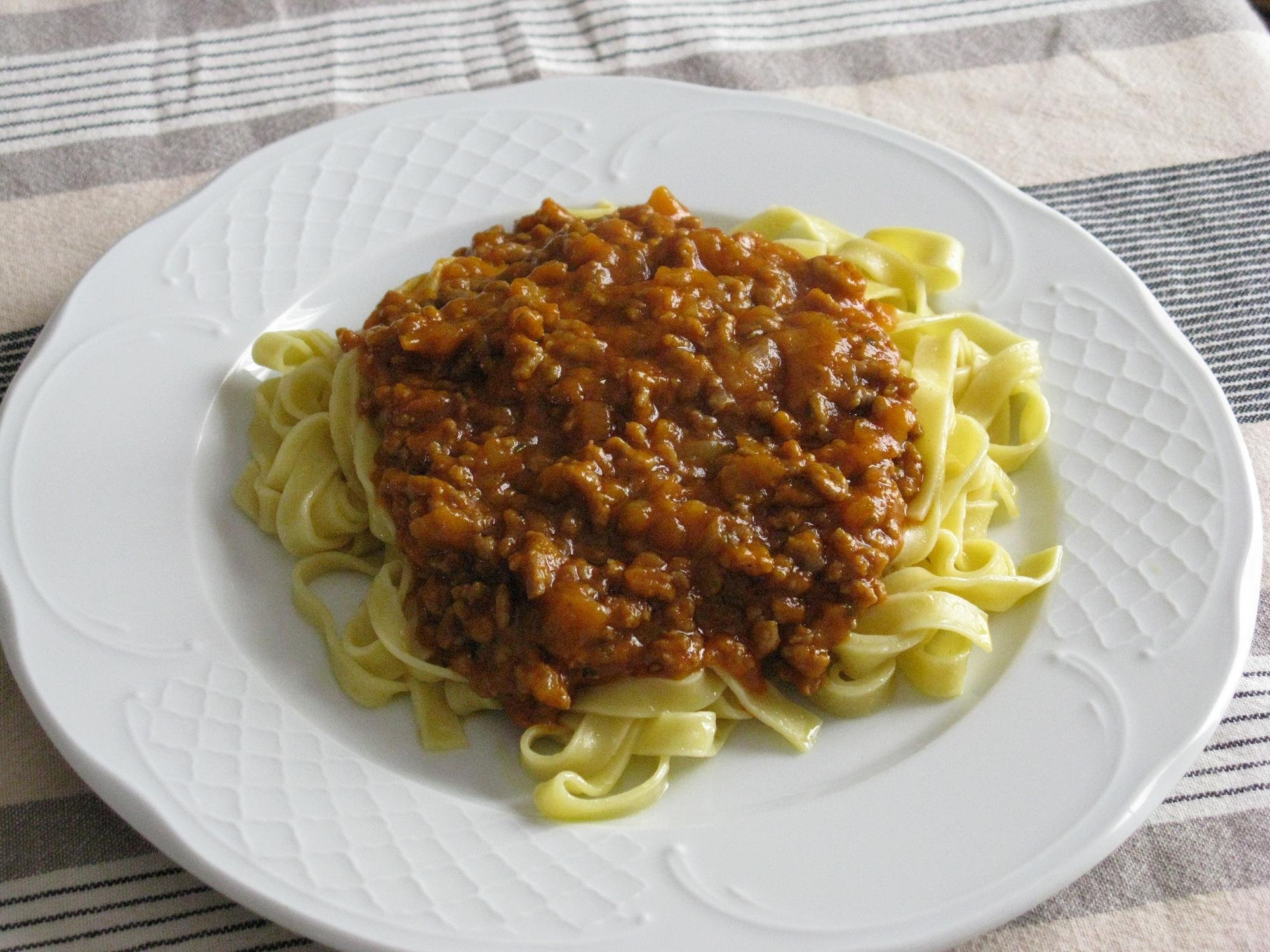
Tallarines a la bolonyesa

La salsa bolonyesa és una salsa de carn picada i sofregit molt comunament usada per a acompanyar pastes o, a Itàlia, també a la polenta. És una salsa espessa, de color roig, molt emprada en les comarques properes a Bolonya, on duu el nom ragù com deformació del francès "ragoût".
A l'octubre de l'any 1982, una delegació de Bolonya que representava l'Accademia Italiana della Cucina va dipositar a la Camera di Commercio Industria Artigianato e Agricoltura di Bologna la recepta oficial del ragù bolognese, amb l'objectiu de garantir la continuïtat i el respecte de la tradició gastronòmica bolonyesa a Itàlia i en el món.
Els seus ingredients principals són carn picada de vedella o de bou, ceba i tomàquet (tot això en forma de salsa de tomàquet). Segons les diferents receptes és possible trobar a més pastanaga, pebrot, api, all, vi blanc o negre, fines herbes i espècies vàries.

## Usos
La gent de Bolonya empra aquesta salsa tradicionalment per a servir els famosos "ragù" amb tallarines d'ou. Menys tradicional, la salsa és servida amb altres tipus de pasta o és emprada com farciment de la lasanya o els canelons.
La pasta amb salsa de tomàquet i carn picada és un plat molt conegut que es fa a la cuina portuguesa, catalana, etc. amb variants locals.